# The Platinum Collection (Francesco Renga)
The Platinum Collection è la seconda raccolta di successi di Francesco Renga, pubblicata nel 2014 dalla Universal Music Group.

## Tracce
CD 1
1. Angelo
2. La tua bellezza
3. Raccontami...
4. Tracce di te
5. Un giorno bellissimo
6. Dove finisce il mare
7. La sorpresa (raggio di sole)
8. ...Via!
9. Vuoto a perdere
10. La strada
11. Lei (she)
12. Adesso che sei grande
13. Segreti
14. Comete
15. Da lontano
16. Cambio direzione
17. Pugni chiusi

CD 2
1. Ci sarai
2. Splendido!
3. Sto già bene
4. Fino a ieri
5. Paura
6. Di sogni e illusioni
7. Come mi viene
8. Faccia al muro
9. Favole
10. Ferro e cartone
11. Ho ma non ho
12. Stai con me
13. La nuda verità
14. Nel nome del padre
15. Per farti tornare
16. L'ultima occasione
17. Se perdo te (The Time Has Come)

CD 3
1. Dove il mondo non c'è più
2. Affogo, Baby
3. Meravigliosa (la Luna)
4. Sogni da dimenticare
5. Venerdì
6. Dimmi...
7. Senza sorridere
8. Uomo senza età
9. Ancora di lei
10. Vedrai
11. Un'ora in più
12. La voce del silenzio
13. Senza amore
14. Coralli
15. Come piace a me
16. Regina triste
17. Impressioni di settembre